# تاراماسالاتا
صلطة طَرَامة أو (نقحرة: تاراماسالاتا أو تارموسالاتا) ((باليونانية: ταραμοσαλάτα)‏ من بطارخ سمك طَرامة (بالتركية: tarama)‏ + saláta 'salad' (بالإيطالية: insalata)‏)هي طبق مُقبلات يونانية مصنوعة من طَرامة، بطارخ سمك القد أو سمك الشبوط أو البوري المملح والمملح (بوتارجا) ممزوج بزيت الزيتون وعصير الليمون وقاعدة نشوية من الخبز أو البطاطس أو أحيانًا اللوز. قد تشمل المتغيرات الثوم أو البصل الأخضر أو الفلفل أو الخل بدلاً من عصير الليمون. على الرغم من أن بطارخ سمك القد ليس يونانيًا تقليديًا، ومدخنًا، وليس مُعالجًا، إلا أنه متاح على نطاق واسع في بعض الأماكن، وغالبًا ما يستخدم. فعادة يكون بوتارجا أغلى بكثير من بطارخ سمك القد.
يصنع الطبق بشكل تقليدي بالمدقة والهاون، مما يعطي ملمسًا محببًا قليلاً، ولكن عادة ما يتم خلط صلطة طَرامة التجاري مع عجينة ناعمة جدًا.
عادة ما يتم تقديم صلطة طَرامة كمقبلات، غالبًا مع طبق الأوزو، كدهن على الخبز. يمكن أن يختلف اللون من البيج الكريمي إلى الوردي، حسب نوع البطارخ والألوان المستخدمة. معظم صلطة طَرامة التي يتم بيعها تجاريًا تكون مصبوغة باللون الوردي، لكن صلطة طَرامة عالية الجودة دائمًا ما تكون بيج في اللون.
في اليونان، غالبًا ما يتم تقديم طبق صلطة طَرامة يوم الاثنين النظيف (Καθαρά Δευτέρα Kathará Deftéra)، في اليوم الأول من الصوم الكبير، مع البصل والليمون.

## أصول التسمية
عادةً ما يكون الطاراما هو البطارخ المملح نفسه، لكن أحيانًا يُطلق على الطبق المُجهز أيضًا اسم الطراما.
تعكس تهجئة صلطة طَرامة اليونانية، ولكن في اللغة الإنجليزية، فإن التهجئة شائعة.